# Cà phê muối

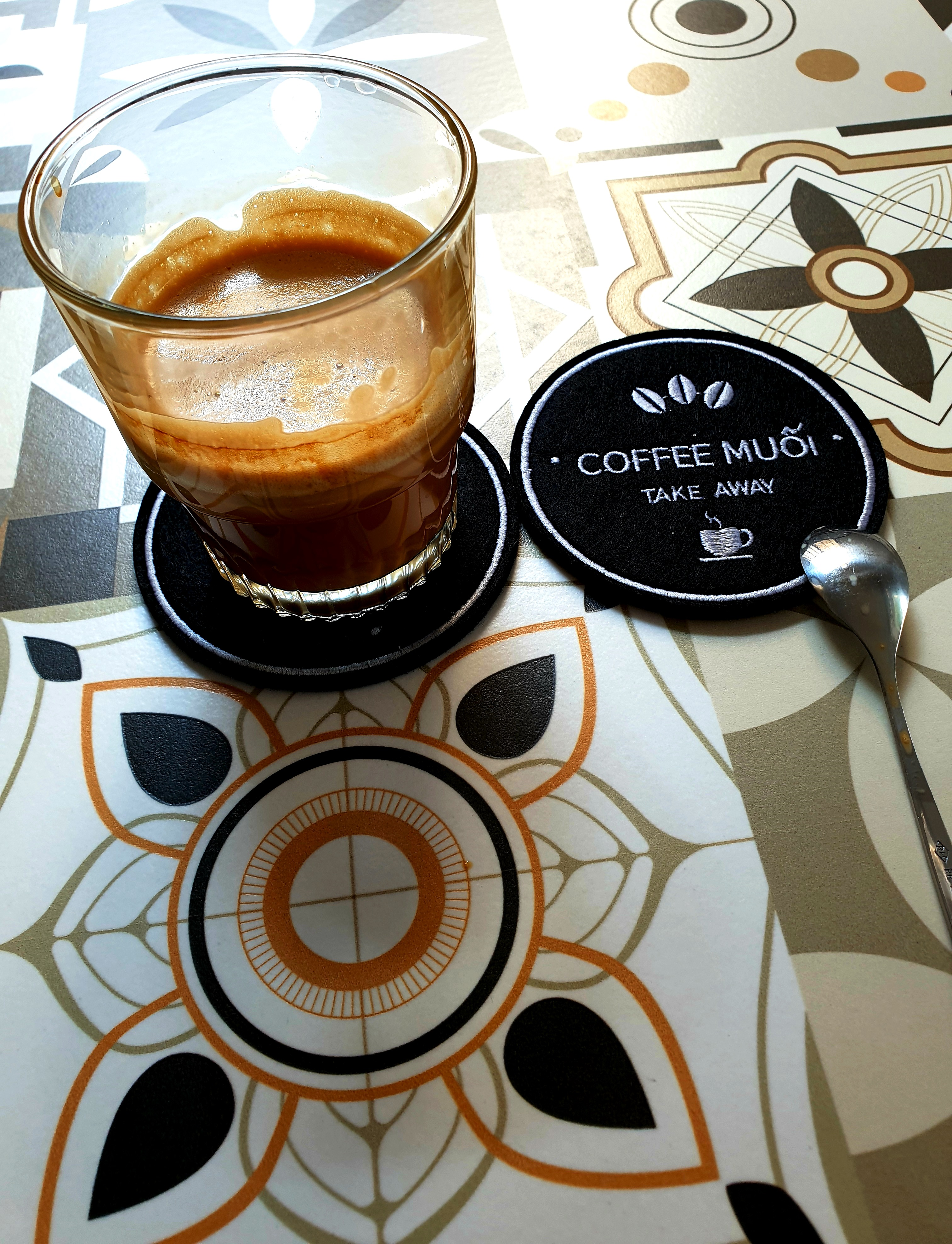
Ly cà phê muối ở quận Tân Phú thuộc thành phố Hồ Chí Minh

Cà phê muối là một món thức uống từ các nguyên liệu chính là cà phê, sữa (sữa đặc, sữa tươi lên men) và muối ăn tinh. Cà phê muối có nguồn gốc xuất xứ từ Huế và là thức uống đặc sản của xứ Huế, đây là món đồ uống rất riêng, mang hương vị đặc trưng của mảnh đất cố đô Huế. Thức uống này ra đời cách đây hơn 10 năm song đến nay vẫn giữ được sức hút mạnh mẽ đối với nhiều thế hệ người dân địa phương và du khách thập phương. Tuy chưa nổi tiếng như cà phê trứng Hà Nội hay cà phê sữa đá Sài Gòn nhưng món cà phê muối có vị mặn, béo của vùng cố đô Huế này lôi cuốn, theo thời gian, thức uống này đã có mặt và tạo thành “cơn sốt” ở khắp mọi miền đất nước. 
Món thức uống này đã trở nên phổ biến ở Việt Nam, từ những đô thị lớn là Hà Nội, Thành phố Hồ Chí Minh (riêng tại một tiệm cà phê muối trên đường Bình Long, phường Bình Hưng Hòa A, quận Bình Tân thì khách hàng đến mua cà phê bất kể khung giờ nào trong ngày) cho đến những vùng như Quảng Nam cũng có một xu hướng cà phê len lỏi vào từng quán xá, vỉa hè phố thị Tam Kỳ. Sức hút của món thức uống này rất lớn, có những cửa hàng bán cà phê muối ở thủ đô Hà Nội đã thu hút rất đông thực khách tới xếp hàng chờ mua và thưởng thức, hoặc có cửa hàng bán hơn 1.000 ly cà phê muối mỗi ngày ở thành phố Hồ Chí Minh hay chuỗi Cà phê muối chú Long là thương hiệu đang thịnh hành với giới trẻ cho thấy sức cuốn hút rất lớn của món thức uống này.

## Hương vị
Cà phê muối được pha theo cách truyền thống bằng dụng cụ phin nên không chỉ giữ nguyên được hương vị mà còn tạo cơ hội để thực khách kiên nhẫn trước khi thưởng thức đặc sản cố đô. Thực khách khi gọi cà phê muối sẽ được phục vụ một ly/cốc với lớp sữa đặc bên dưới, thêm sữa lên men và muối. Trên cùng là phin cà phê. Cà phê khi chảy nhỏ giọt xuống sẽ hòa tan vào các nguyên liệu phía dưới, khiến màu sắc ly nước từ từ thay đổi khá thú vị, khi chờ cà phê chảy hết, chừng 3-4 phút thì thực khách chỉ cần khuấy đều là có thể thưởng thức. Món cà phê này mang hương vị mới lạ khi kết hợp chút béo nhẹ, chút mằn mặn của muối và kem trong ly cà phê truyền thống, vị cà phê hiện đại mang đến cảm xúc cho người thưởng thức, đầu tiên là vị mặn, đến một chút vị béo và cuối cùng là vị đắng. Tùy từng công thức mà lượng muối được cho vào một ly cà phê cũng khác nhau, dao động từ 2-5g muối
Món này khá lạ miệng nên những người chưa quen sẽ cảm thấy cà phê muối hơi khó uống, lạ miệng vì sự hòa trộn lẫn lộn giữa các vị mặn, ngọt và đắng nhưng khi nhấp nhẹ môi, vị đầu tiên chạm vào đầu lưỡi là vị mặn, sau đó mới có một tầng ngọt thơm lan tỏa khắp khoang miệng. Ly cà phê chia thành 3 phần rõ rệt gồm dưới cùng là sữa đặc, ở giữa cà phê, phía trên phủ một lớp giống như kem sánh mịn và đá để riêng. Khi uống, dùng muỗng khuấy đều cho 3 tầng quyện vào nhau, sau đó tùy thuộc sở thích mỗi người mà cho ít hay nhiều nước đá. Ly cà phê dù để lâu vẫn không bị nhạt vị, mà còn đậm đà. Vị mặn của muối tưởng chừng không ăn nhập gì trong ly cà phê nhưng thực chất lại càng làm nổi bật hương vị nồng nàn, tiết chế vị đắng gắt của cà phê và tôn lên vị ngọt thơm của sữa. Những nguyên liệu tưởng chừng không liên quan nhưng khi kết hợp lại tạo nên thức uống thơm ngon, đậm đà vì muối có vai trò trung hòa, làm bật lên vị ngọt của sữa và tiết chế vị đắng của cà phê rang xay.

## Cơ chế
Các chuyên gia tin rằng muối có khả năng làm giảm vị đắng trong khi thực sự tăng hương vị của cà phê. Nhiều người thường cho thêm đường hoặc sữa vào cà phê để giảm vị đắng của nó, điều này không những làm át mất hương vị của thức uống mà còn bổ sung thêm nhiều chất béo vào cơ thể, tuy vậy, khi thêm chút muối vào ly cà phê là một mẹo hay giúp giảm vị đắng đồng thời làm bật các hương vị khác của nó. Muối ăn thường được sử dụng để loại bỏ vị đắng khỏi nhiều loại thực phẩm, muối phản ứng tốt để che giấu vị đắng nên uống một ly cà phê có vị ngọt nhẹ và quá đắng, hãy thêm một chút muối, nó sẽ khiến cho ly cà phê của chúng ta ngọt và ít đắng hơn, khi uống cà phê thêm một chút muối, cả vị đắng và mặn cùng được kích hoạt đồng thời dẫn đến vị mặn sẽ ngăn chặn não bộ phát hiện vị đắng, đồng thời kích thích những vị giác khác như vị ngọt đè lên, ở nồng độ cao hơn, muối sẽ kích hoạt các thụ thể đắng, ở Việt Nam, cà phê mặn thường được kết hợp với sữa đặc để tạo ra một thức uống có vị hơi caramen.

## Nguy cơ
Có ý kiến tỏ ra lo ngại nếu uống loại cà phê muối này sẽ vô tình nạp thêm muối vào cơ thể tạo ra gánh nặng với tim, thận, huyết áp vì người Việt đang tiêu thụ lượng muối gấp gần 2 lần so với khuyến cáo của WHO (Tổ chức Y tế thế giới) nên nếu uống thêm cà phê cho muối nữa sẽ khiến lượng muối tiêu thụ vào cơ thể lớn hơn. Việc ăn nhiều muối không mang lại lợi ích cho sức khoẻ mà tăng nguy cơ bệnh tật do đó khuyến cáo không nên uống quá nhiều cà phê muối, tránh việc dung nạp thêm muối vào cơ thể. Nếu mỗi ly cà phê cho 1/2 muỗng cà phê (2,5g muối) thì mỗi ngày chỉ nên uống một ly. Còn những công thức cho cả một muỗng cà phê muối (5g muối) vào thì không nên uống dù chỉ một ly. Bởi lẽ, chỉ uống một ly cà phê này đã thừa lượng muối cần trong một ngày, chưa kể lượng muối từ các bữa ăn, gia vị, uống cà phê muối có lượng muối nhiều hơn mức tiêu thụ muối được khuyến cáo mỗi ngày, người uống sẽ thừa muối, dễ có nguy cơ mắc bệnh tim mạch, cao huyết áp, ung thư dạ dày. Đối với những người mắc bệnh tim mạch, cao huyết áp, có bệnh gan, thận thì không nên uống cà phê muối.